# Ібраєвська сільська рада (Кугарчинський район)
Ібра́євська сільська рада (рос. Ибраевский сельский совет) — муніципальне утворення у складі Кугарчинського району Башкортостану, Росія. Адміністративний центр — присілок Ібраєво.

## Населення
Населення — 847 осіб (2019, 972 в 2010, 1109 в 2002).

## Склад
До складу поселення входять такі населені пункти:
| Населений пункт           | Населення, осіб (2002) | Населення, осіб (2010) |
| ------------------------- | ---------------------- | ---------------------- |
| Альмясово, присілок       | 319                    | 301                    |
| Газіз, присілок           | 114                    | 74                     |
| Ібраєво, присілок         | 172                    | 155                    |
| Ігубаєво, присілок        | 173                    | 172                    |
| Іртюбяк, присілок         | 91                     | 70                     |
| Сіксанбаєво, присілок     | 124                    | 104                    |
| Старо-Альмясово, присілок | 12                     | 5                      |
| Уракаєво, присілок        | 104                    | 91                     |